# Bob Malaythong
Khan Malaythong (conocido como Bob Malaythong; 10 de abril de 1981) es un deportista estadounidense que compitió en bádminton. Ganó dos medallas en los Juegos Panamericanos de 2007, plata en dobles y bronce en dobles mixto.

## Palmarés internacional
| Juegos Panamericanos | Juegos Panamericanos    | Juegos Panamericanos | Juegos Panamericanos |
| Año                  | Lugar                   | Medalla              | Prueba               |
| -------------------- | ----------------------- | -------------------- | -------------------- |
| 2007                 | Río de Janeiro (Brasil) | Medalla de plata     | Dobles               |
| 2007                 | Río de Janeiro (Brasil) | Medalla de bronce    | Dobles mixto         |